# Antocha (Proantocha) uyei
Antocha (Proantocha) uyei is een tweevleugelige uit de familie steltmuggen (Limoniidae). De soort komt voor in het Palearctisch gebied.